# 2674 Pandarus
2674 Pandarus (1982 BC3) là một Trojan của Sao Mộc được phát hiện ngày 27 tháng 1 năm 1982 bởi Oak Ridge Observatory ở Oak Ridge.